# Comuna Halîțea, Nijîn
Halîțea (în ucraineană Галиця) este o comună în raionul Nijîn, regiunea Cernihiv, Ucraina, formată din satele Halîțea (reședința) și Kovtunivka.

## Demografie
Componența lingvistică a comunei Halîțea
     Ucraineană (98,71%)
     Alte limbi (1,18%)
Conform recensământului din 2001, majoritatea populației comunei Halîțea era vorbitoare de ucraineană (98,71%), existând în minoritate și vorbitori de alte limbi.